# Mika Vermeulen
Pour les articles homonymes, voir Vermeulen.
Mika Vermeulen, né le 26 juin 1999, est un fondeur autrichien, à l'origine coureur du combiné nordique.

## Biographie
Il est le fils de Dorien et Vincent Vermeulen, aussi fondeurs, d'origine néerlandaise, ce dernier étant un de ses entraîneurs. La famille a pris place à Ramsau, où Mika Vermeulen devient membre du club local, pour bénéficier de meilleures conditions d'entraînement.
Son point fort est le ski de fond et il a pour modèle Felix Gottwald et Petter Northug.
Il a également pris part à quelques courses cyclistes en 2018, dont le Tour de Bihor. Son frère Moran est aussi coureur cycliste.

### Carrière en combiné nordique
Il est au départ de sa première course internationale de combiné nordique en 2013 dans la Coupe OPA. En 2014, il signe son premier succès aux Jeux nordiques de l'OPA, en gagnant la compétition individuelle dans la catégorie écolier. Un an plus tard, il est médaillé d'or au Festival olympique de la jeunesse européenne dans l'épreuve par équipes. En 2016, il garantit une nouvelle victoire pour le relais autrichien aux Jeux nordiques de l'OPA (catégorie jeune), en battant son concurrent allemand au sprint à Villach. S'ensuite un premier succès dans la Coupe OPA à Planica et des débuts dans la Coupe continentale.
Il goûte même à la compétition faces à des athlètes de l'élite en prenant part au Grand Prix d'été en 2016 et 2017.
Aux Championnats du monde junior, il remporte la médaille d'argent en individuel (10 kilomètres) en 2017 à Park City, derrière Arttu Mäkiaho, puis conclut le relais en vainqueur. Il conserve son titre par équipes en 2018 à Kandersteg. Ensuite, Vermeulen clôt sa carrière dans le combiné par deux podiums sur la Coupe continentale à Eisenerz, dont une victoire, lors de laquelle il a rattrapé deux minutes de retard sur le parcours de ski de fond.

### Carrière en ski de fond
Chez les jeunes, il considéré comme le fondeur le plus prometteur d'Autriche.
Il dispute sa première compétition internationale de ski de fond en 2016 et signe sa première victoire en novembre 2018 en Italie, avant d'être sélectionné pour les Championnats du monde junior à Lahti, où il est notamment huitième du dix kilomètres libre, puis pour les Championnats du monde élite à Seefeld. En 2020, il devient double champion d'Autriche.
En décembre 2020, après un podium surprise en Coupe OPA à Goms, sur quinze kilomètres, il fait ses débuts dans la Coupe du monde, à Davos, où il dispute le sprint (51e) et le quinze kilomètres libre, qu'il finit dans les points avec une 25e place. Il est ensuite retenu dans la sélection autrichienne pour le Tour de Ski, où son meilleur résultat sur une étape est 22e (dix kilomètres libre) et les Championnats du monde à Oberstdorf, où il dispute trois courses. Il signe aussi une dixième place aux Championnats du monde des moins de 23 ans à Vuokatti.

## Palmarès en ski de fond

### Championnats du monde
| Épreuve / Édition        | Sprint                           | Sprint                           | 15 km                            | 15 km                            | Skiathlon 2 × 15 km | 50 km | Relais | Relais    |
| Épreuve / Édition        | libre                            | classique                        | libre                            | classique                        | Skiathlon 2 × 15 km | 50 km | Sprint | 4 × 10 km |
| Mondiaux 2019 Seefeld    | —                                | Épreuve inexistante à cette date | Épreuve inexistante à cette date | —                                | —                   | 56e   | —      | —         |
| Mondiaux 2021 Oberstdorf | Épreuve inexistante à cette date | 64e                              | 42e                              | Épreuve inexistante à cette date | —                   | —     | 11e    | —         |

Légende :
- : pas d'épreuve
- — : Non disputée par Vermeulen

### Coupe du monde
- Meilleur classement général : 84e en 2021.
- 2 podiums : 1 deuxième place et 1 troisième place.

#### Courses par étapes
- 1 podium :
  - Tour de Ski : 1 podium.

#### Classements en Coupe du monde
| Saison / Épreuve | Saison / Épreuve | Général | Général | Distance | Distance | Sprint | Sprint |
| Saison / Épreuve | Saison / Épreuve | Class.  | Points  | Class.   | Points   | Class. | Points |
| ---------------- | ---------------- | ------- | ------- | -------- | -------- | ------ | ------ |
| 2021             | 2021             | 84e     | 31      | 65e      | 15       | 80e    | 6      |

### Coupe OPA
- 1 podium.

### Championnats d'Autriche
- Vainqueur du quinze kilomètres classique et de la poursuite (10 kilomètres libre) en 2020.

## Palmarès en combiné nordique

### Championnats du monde junior
- Médaille d'or par équipes en 2017 à Park City.
- Médaille d'or par équipes en 2018 à Kandersteg.
- Médaille d'argent en individuel (Gundersen-10 km) en 2017.

### Festival olympique de la jeunesse européenne
- Médaille d'or par équipes en 2015 à Tschagguns.

### Coupe continentale
- 2 podiums individuels, dont 1 victoire.